# V404 Близнецов
V404 Близнецов (лат. V404 Geminorum) — двойная затменная переменная звезда типа W Большой Медведицы (EW)* в созвездии Близнецов на расстоянии приблизительно 1432 световых лет (около 439 парсек) от Солнца. Видимая звёздная величина звезды — от +13m до +12,4m. Орбитальный период — около 0,3487 суток (8,3689 часа). Возраст звезды определён как около 320 млн лет.

## Характеристики
Первый компонент — жёлтый карлик спектрального класса G. Масса — около 1,13 солнечной, радиус — около 1,03 солнечного, светимость — около 1,513 солнечной. Эффективная температура — около 5875 К.
Второй компонент — жёлтый карлик спектрального класса G.